# YMCA FC (Dublin)
Der YMCA Football Club war ein irischer Fußballverein aus Dublin.

## Geschichte
Der Verein wurde im Jahre 1893 gegründet. Im Jahre 1921 gehörte der Verein zu den acht Gründungsmitgliedern der erstklassigen League of Ireland. In der Saison 1921/22 wurde die Mannschaft ohne einen eigenen Sieg mit drei Unentschieden abgeschlagener Tabellenletzter. Am Saisonende zog der Verein sich aus der Liga zurück. Das weitere sportliche Schicksal ist unbekannt.
Der Verein nahm einmal an irischen Pokalwettbewerb teil. In der Saison 1921/22 verlor die Mannschaft ihr Erstrundenspiel gegen Athlone Town mit 3:4.